# Римски сенат
Сенат (лат. Senatus) или веће стараца, развио се од већа родовских старешина. То је стара римска институција, која је за време краљева имала велики углед и моћ, а у време ране Републике, мишљење сената је било врховна санкција. На почетку Републике било је 300 сенатора, да би их у II веку п. н. е. било 600, а у I и 900 чланова. Сенат је био састављен од актуелних и бивших највиших функционера — магистрата, који су распоређени по утврђеном списку. Тај списак се називао албум, по чијем су редоследу чланови добијали реч на расправама и претресима сената. Председавајући сената се називао принцепс, и налазио се на врху списка у албуму. Није имао извршну власт, али је морао да одобри скупштинске одлуке да би биле важеће. Принцепси су били бивши квестори и цензори, председавали су и износили мишљења и усмеравали расправу. Сенат је сазиван од стране највиших магистрата: конзула, претора, трибуна — крајем Републике. Након излагања сазивача и расправе, сенатори су одлучивали гласањем, носили су тоге са пурпурном врпцом. Одлучивано је о финансијским питањима — годишњој количини кованог новца, избору ратне политике, примао је стране државнике на преговоре, одређивао је провинције за наредну годину бившим конзулима на управу. Сенат је формално био саветодавна установа, али пошто је био сачињен од саме аристократије, постао је највиша установа републике. Решавао је религијска питања, и доносио одлуку о вредности власти — диктатури.

## Историја
Сенат је био политичка институција у древном Римском краљевству. Реч сенат потиче од латинске речи senex, што значи „старац“; реч стога значи „скуп старешина“. Праисторијски Индоевропљани који су населили Италију вековима пре легендарног оснивања Рима 753. п. н. е. били су структурирани у племенске заједнице, и ове заједнице су често укључивале аристократски одбор племенских старешина.
Према једној традицији Сенат је први основао Ромул, митски оснивач Рима, као саветодавно веће састављено од 100 глава породица названих patres („очеви”). Касније је на почетку Републике Луције Јуније Брут повећао број сенатора на 300 (према легенди). Они су се називали conscripti („уноваченици”), пошто их је Брут уновачио. Од тада па надаље чланови Сената називају се patres et conscripti што се поступно стопило у patres conscripti („уновачени очеви”).
Римско становништво било је подељено у два разреда (класе): сенат и народ (што се може видети у славној скраћеници за „Senatus Populus Que Romanus”, SPQR). Народ су чинили сви римски грађани који нису били чланови сената. Домаћа власт била је садржана у Римском народу кроз Центуријатску скупштину (Comitia Centuriata), Трибутску скупштину (Comitia Tributa) и Плебејско веће (Concilium Plebis). Две скупштине и веће доносили су нове законе и изабирали римске магистрате. Сенатски курулни магистрати или Плебејски трибуни (само у Плебејском већу) могли су да предложе нову легислативу скупштинама и Плебејском већу, који су затим гласали о њима без расправе.

## Моћи
Сенат је држао значајан ауторитет (auctoritas) у римској политици. Сенат је био службено тело које је слало и примало велепосланике, те именовало службенике за управљање јавним посједима, укључујући и провинцијске управитеље (гувернере). Сенат је проводио ратове, управљао свим јавним новчаним средствима, те издавао новац. Сенат је давао овласти главним градским магистратима, конзулима, именовао је диктаторе у изванредним стањима. Успркос својим широким фискалним и судачким моћима, Сенат није имао извршну или законодавну моћ (све до средине 2. века послије Христа). Сви предлози Сената (Senatus Consultum - S.C.) били су предмети ратификације у народној скупштини. Ипак, због свог огромног престижа и чињенице да су сви изабрани службеници у ствари били сенатори, већина Senatus Consultuma била је озакоњена. Једно историјско одбацивање ипак се догодило одмах након краја Ханибалских ратова. Сенат је сматрао да би снажно Македонско краљевство могло представљати потенцијалну пријетњу. Народ изморен дугим и исцрпљујућим ратом против Ханибала и Картагине одбацио је предлог Сената. Ипак треба напоменути да римске народне скупштине нису могле расправљати о предлозима који су донесени пре њих. Оне су их могле прихватити или одбацити. Уобичајена пракса магистрата било је доношење испред Сената свих закона (leges) пре сазивања скупштина на гласање. Сенат је давао свој став пре него што је народ могао гласати о магистратовој намери. То је до средње Републике била само формалност коју су практиковали сви магистрати. У касној републици сенат је избегавао додељивање диктатуре прибегавајући такозваној „последњој одлуци сената” (senatus consultum ultimum) којом се проглашавало ратно стање и опуномоћивали конзули да се „побрину за то да Република не претрпи никакву штету”.
Попут обе скупштине (Comitia Centuriata и Comitia Tributa), али за разлику од Concilium Plebis, Сенат је деловао под одређеним религијским ограничењима. Сенат се могао састати само у посвећеном храму који је обично био Курија Хосталија, иако су се церемоније на Нову годину одржавале у храму Јупитера Најбољег Највећег (Jupiter Optimus Maximus), а ратни састанци у храму Белоне. Седнице Сената могле су започети тек након инвокацијске молитве, жртвеног приноса којег су спроводили ауспици. Сенат се могао састати само између сунчева изласка и заласка, а није се могао окупити за време засједања било које друге скупштине.

## Чланство
Сенат је имао око 600 чланова током средње и касне Републике. Према обичају сви народно изабрани магистрати — квестори, едили (курулни и плебејски), претори и конзули — били су примљени у Сенат, иако се укључивање трибуна у сенат разликовало током историје. Римски племић који је поседовао одговарајуће финансијске и поседовне квалификације могао је такође бити уведен у Сенат уз помоћ цензора. Сенатори који нису изабрани у магистратску службу вишу од квестора називали су се senatores pedarii и није им било допуштено да говоре. Њихов је број драматично смањио Сула, а отприлике половина (49,5%) pedarija од 78–49. п. н. е. били су homines novi („нови људи”), то јест, они чије породице никад нису вршиле више магистратуре. Изван педарија, број нових људи био је низак, око 33% трибуна, 29% едила, 22% претора, и само 1% конзула били су истински нови.
Сенаторова служба трајала је доживотно, носећи одређене индискреције. Сенатори нису смели да директно учествују у трговини или лихварењу, али су многи пронашли начине да дискретно заобиђу ове забране. Једна од примарних функција цензора био је надзор над сенатским списима и избацивање чланова због неприкладних дела. Након Сулиног проширења цензори су могли развргнути сенаторово чланство у Сенату ако је он окривљен за непоштивање mores maiorum (јавни морал, дословно: путеви предака), нпр. због корупције, непоштивања колегиног вета, занемаривања смртне казне, тешког кућног насиља, неприкладног односа према „клијентима” или робовима, те код банкрота или прељуба, или ако су то затражили ауспици.

## Сенат у касној Републици
У касној Републици појавила се архиконзервативна странка коју су водили Марко Емилије Скаур, Квинт Лутације Катул, Марко Калпурније Брут и Катон Млађи, које је Цицерон називао boni („добри”) или оптиматес. Касна Република била је обележена друштвеним напетостима између велике странке оптимата и новообогаћених популара. Ова борба постала је све више израженија домаћим бесом, насиљем и окрутним грађанским раздором након склапања тријумвирата између Цезара, Помпеја и Краса. Најпознатији оптимати били су Луције Корнелије Сула и Помпеј Велики, док су међу популарима то били Гај Марије, Луције Корнелије Цина и Јулије Цезар. Називи популарис и оптимас нису били фиксирани како се често претпоставља, јер су политичари често мењали странке како би подупрли одређене законе или особе.

## Хијерархија
Конзули су се месечно измењивали као председници Сената, док је princeps senatus деловао као вођа дома. Ову сенаторску службу преузели су цареви током раздобља царства. Ако су оба конзула била одсутна (обично због рата), најстарији би магистрат, најчешће Praetor Urbanus, деловао као председник. Изворна је председникова дужност било постављање послова пре Сената, односно давање властитог предлога или теме по којом би он затражио од сенатора њихове предлоге, али то је убрзо постао домен принцепса. Међу сенаторима с правом говора строги ред одређивао је ко може када говорити. Тако су патрицији увек претходили плебејцима истог ранга, а принцепс је увек говорио први. У време интеррегнума (међувлашћа) десет водећих патрицијских сенатора преузимају место интерекса (међукраља), сваки по пет дана.
Конзулари су били међу најутицајнијим члановима Сената. Конзулари су били сенатори који су обнашали дужност конзула. Будући да су се једном годишње бирала два конзула (за ову службу патрицији су морали бити старији од 40, а плебејци од 42 година), у Сенату се у сваком тренутку ретко налазило више од 40 конзулара.

## Познати обичаји
Нису постојала ограничења за расправу, а обичај говорења изван расправе (што се данас често назива филибастер) био је омиљени трик (обичај који је данас прихваћен у Канади и САД). Гласања су се проводила гласовним гласањем или подизањем руку код небитних ствари, али битне или службене одлуке доносиле су се расподелом дома. Кворум за обављање послова био је неопходан, али је непознато колико је било потребно сенатора да чине кворум. Сенат је био подељен на decuries (група од десеторице), а свакој је на челу био патрициј (стога је у сваком тренутку у Сенату било најмање 30 патрицијских сенатора).

## Начин облачења
Сви сенатори имали су право да носе сенаторски прстен (првобитно направљен од гвожђа, а касније од злата; старе патрицијске породице као што је породица Јулија Цезара носиле су гвоздено прстење све до нестанка републике) и белу тунику (лат. Tunica clava) са 13 cm широком штрафтом у боји Тиријанске љубичасте (лат. Latus clavus) преко десног рамена. Сенатор педаријус носио је белу тогу (лат. Toga virilis или Toga pura) без икаквих украса, док су сенатори који су вршили функцију курилских магистрата носили белу тогу са широком љубичастом штрафтом (лат. Toga praetexta). Такође, сви сенатори су носили сандале тамноцрвене боје, али су сенатори који су вршили функцију курилских магистрата на њима имали полукружну копчу.